# Верхние Уки
Ве́рхние Уки — деревня в Большеуковском районе Омской области России, входит в Аёвское сельское поселение.

## История
Деревня заведена в 1825 году по указу Тобольской Казённой палаты в составе Рыбинского сельского общества Рыбинской волости Тарского округа Тобольской губернии.
В 1860-х годах в деревне возводится деревянная часовня в честь Дмитрия Солунского, но часовня просуществовала недолго, во время грозы часовня сгорела.
На 1868 год имелось 39 дворов и 175 человек. Находилась при речке Уке.
На 1893 год имелось 330 десятин удобной земли в пользовании селения (4,9 десятин на 1 двор), 67 крестьянских двора и 244 человека.
В 1901 году открыта школа грамоты.
На 1903 год имелась школа грамоты. Находилась при речке Большом Уке на просёлочной дороге.
1 июля 1904 года деревня вошла в образованное самостоятельное Верхне-Укское сельское общество, состоящее из деревень Качуковой и Калегаевой.
На 1909 год имелась часовня, школа грамоты, хлебо-запасный магазин, 5 ветряных мельниц, маслодельня, кузница, пожарный сарай. Располагалась при колодцах на просёлочной дороге.
На 1912 год имелась мелочная лавка.
На 1926 год имелся сельский совет, школа.
На 1991 год деревня являлась отделением совхоза «Большеуковский».

## Инфраструктура
На 2011 год имелась школа, библиотека, крестьянское (фермерское) хозяйство «Алёна».
Улицы в деревне: Кольцевая, Речная, Центральная.

## Население
- 1868 — 175 человек (72 м — 103 ж);
- 1893 — 244 человека (112 м — 132 ж);
- 1903 — 443 человека (224 м — 219 ж);
- 1909 — 450 человек (230 м — 220 ж);
- 1912 — 327 православных;
- 1926 — 630 человек (283 м — 347 ж).

| 1926 | 2002 | 2010 | 2021 |
| ---- | ---- | ---- | ---- |
| 630  | ↘106 | ↘70  | ↘47  |